# Osopsaron formosensis
Osopsaron formosensis är en fiskart som beskrevs av Tso Ching Kao och Shen, 1985. Osopsaron formosensis ingår i släktet Osopsaron och familjen Percophidae. Inga underarter finns listade i Catalogue of Life.